# 日下部金兵衛

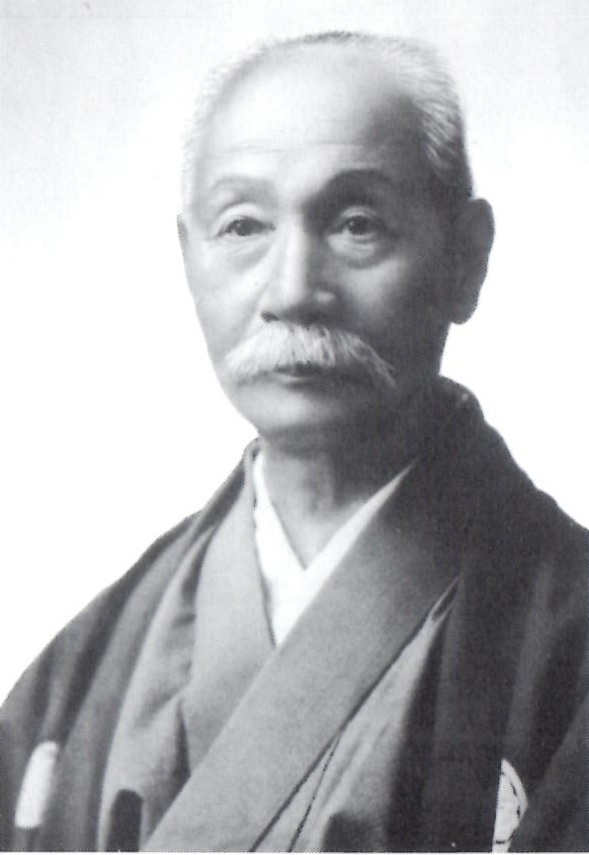
日下部金兵衛

日下部金兵衛（日语：／，1841年11月24日—1934年4月19日）是日本攝影師。甲斐國出身。